# Cabo Chaunar
El cabo Chaunar, también cabo de Não, Nun o Nant es un cabo localizado en la costa atlántica de África, al sur de Marruecos, entre Tarfaya y Sidi Ifni, 6 km al norte de la desembocadura del Oued Draa.
En el siglo XV se consideraba insuperable por los árabes y los europeos, lo que da su nombre a su significado (não significa «no» en portugués). Aunque frecuentemente atribuido al cercano cabo Bojador, el cabo Chaunar es el verdadero límite norte del litoral del desierto del Sáhara.

## Historia
En el siglo XIII los navegantes genoveses Ugolino y Vandino Vivaldi pudieron haber viajado hasta el cabo antes de perderse en el mar. Fue nombrado «cabo de Não» («cabo de No») por los marineros portugueses en el siglo XV, ya que era considerado el límite infranqueable por los marinos árabes y europeos, el non plus ultra más allá del cual no podría navegarse.
«Quem passar o Cabo de Não, ou tornará ou não» («Quien pase el cabo de Não, o volverá o no»), escribió el explorador veneciano Alvise Cadamosto en su libro Navigazione. A partir de 1421, el príncipe Enrique el Navegante envió barcos de exploración que lograron cruzar el cabo y llegar al cabo Bojador, considerado entonces como el límite sur del mundo, que se extiende en el «mar Tenebroso» (en latín, Mare Tenebrosum o Bahr al-Zulumat en árabe), el nombre medieval para el océano Atlántico, inaccesible para los marineros de la época.